# تسانغ مان فاي
تسانغ مان فاي (بالصينية: 曾文輝) هو لاعب كرة قدم صيني في مركز حراسة المرمى، ولد في 2 أغسطس 1991 في هونغ كونغ في الصين. شارك مع منتخب هونغ كونغ تحت 20 سنة لكرة القدم ومنتخب هونغ كونغ لكرة القدم. أما مع النوادي، فقد لعب مع نادي جنوب الصين.

## وصلات خارجية
- تسانغ مان فاي على موقع Soccerway.com (الإنجليزية)